# Crazy Thunder Road
Crazy Thunder Road (狂 い 咲 き サ ン ダ ー ロ ー ド, Kuruizaki Sandā Rōdo ) è un film del 1980 diretto da Sōgo Ishii (o Gakuryû Ishii).
Ishii ha realizzato il film come suo progetto di laurea, mentre studiava alla Nihon University, che successivamente fu distribuito dalla Toei Studios.

## Trama
Nella gang dei Maboroshi c’è un conflitto interno insanabile: qualcuno vuole abbandonare questa vita di strada (perché ha altro a cui pensare), mentre il giovane ribelle non vuole scendere a compromessi, continuando a imperversare sull’asfalto bollente di una metropoli irriconoscibile, illuminata dalle luci al neon e costeggiata da grigie colate di cemento. Una scelta scatena una nuova guerra tra bande, nella quale il nichilismo di fondo prevale su qualsiasi forma di umanità.

## Produzione
Seppur caotico nella sceneggiatura e nella messa in scena, il film di Sogo Ishii è tanto affascinante che certi difetti passano in secondo piano: la colonna sonora (rigorosamente con gruppi giapponesi del periodo) sembra voler accompagnare, come in un musical, una storia non sempre limpida ma completamente calata in un contesto underground di grande interesse. Il regista dirige con pochissimi yen quello che poi sarebbe diventato un suo progetto universitario, da qui la bontà di un lavoro realizzato senza alcuna pretesa eppure carico di emozioni e significati. Il montaggio frenetico rappresenta poi il segnale di un’epoca che sta cambiando: gli anni ottanta ci catapultano nella modernità di un paese dove tutto corre e dove tutto si consuma in un attimo, ecco perché il filo che lega Sogo Ishii a Shinya Tsukamoto e Takashi Miike (così come a tutti i grandi autori del cyberpunk e del post-apocalittico nipponico) ha un peso non indifferente nell’economia del cinema di culto giapponese.
Come già detto, il contesto del film sono i decenni successivi a quello definito il miracolo economico giapponese. Già dagli anni '60, ma soprattutto dopo le difficoltà della fine degli anni '70, cominciarono a svilupparsi alcuni fenomeni giovanili legati alla cultura dei bikers americani e della cultura punk. Quello del Bosozoku ne fu uno dei più importanti, che vide come protagonista milioni di giovani girare sulle loro motociclette per le maggiori città giapponesi. Il fenomeno cominciò ad apparire verso l'inizio degli anni '60 (allora venivano definiti Kaminari zoku), giungendo al suo picco, per l'appunto, nella metà degli anni '80.
In questi anni la tradizione viene influenzata dalla cultura occidentale, in particolare quella americana. I ragazzi presentati, sono giovani di bassa estrazione sociale, senza speranza, reietti, ribelli. Privi di una figura guida, interviene l'esercito che, approfittando di questo vuoto, tenta di divenire l'unico punto di riferimento, oltre che vero e proprio motivo d'esistenza, di questa "massa" di teppisti. L'esercito, di fatto, rappresenta l'ordine e la restrizione, ovvero l'esatto opposto ideologico del protagonista e dei suoi due amici più fidati. Ma quello che ne deriva è una guerra ancor più sanguinosa e violenta di quelle risse da strada che avevano incasinato i quartieri più degradati solo qualche mese prima.